# Stadionul Al Janoub
Al-Janoub Stadium, cunoscut anterior ca Stadionul Al-Wakrah (în arabă ملعب الجنوب), este un stadion de fotbal din Al-Wakrah, Qatar, care a fost inaugurat pe 16 mai 2019. Aceasta este al doilea dintre cele opt stadioane pentru Campionatul Mondial de Fotbal 2022 din Qatar, după renovarea Stadionului Internațional Khalifa. A fost proiectat de arhitecta irakiano-britanică Zaha Hadid împreună cu firma AECOM.
Stadionul are un design curbiliniar postmodernist și neo-futurist. Aspectul acoperișului a fost inspirat de pânzele bărcilor tradiționale Dhow, folosite de scafandrii cu perle din regiune, care țeseau prin curenții Golfului Persic.
Va fi sediul oficial al clubului de fotbal Al-Wakrah SC, unde vor avea loc meciurile pentru Qatar Stars League. Capacitatea stadionului este de 40.000, care se așteaptă să se reducă la jumătate la 20.000 după Campionatul Mondial.